# Joy Mogensen
Joy Mogensen (Toronto, 11 agosto 1980) è una politica danese, Ministro della cultura danese dal 27 giugno 2019.

## Biografia
Nata a Toronto, in Ontario, ha studiato presso l'Università di Roskilde, ottenendo un bachelor in cultura e incontri linguistici. Ha lavorato come consulente per Rambøll e per l'Istituto di tecnologia danese.

### Carriera politica
Eletta nel consiglio comunale di Roskilde nel 2005, è stata nominata vicesindaco del comune e presidente del consiglio. Nel 2011 ha sostituito il sindaco dimissionario Poul Lindor Nielsen, ripresentatasi alle elezioni comunali del 2017, dove è stata eletta con il 30% delle preferenze.
Il 27 giugno 2019 è stata scelta dal Ministro di Stato Mette Frederiksen come Ministro della cultura e degli affari ecclesiastici, lasciando quindi l'incarico di sindaco. Il 4 ottobre ha tuttavia usufruito di un congedo per maternità, venendo sostituita da Rasmus Prehn, già Ministro della cooperazione per lo sviluppo, come Ministro della cultura e da Benny Engelbrecht, già Ministro dei trasporti, come Ministro degli affari ecclesiastici.

### Vita privata
Ha una sorella, Irene.
Il 5 ottobre 2019 ha dato alla luce una bambina nata morta di nome Sarah Antoinet Mogensen.